# 털모양별아교세포종
털모양별아교세포종(Pilocytic astrocytoma 및 그 변종 pilomyxoid astrocytoma)는 어린이와 젊은 성인(생후 첫 20년 동안)에게서 가장 흔히 발생하는 뇌종양이다. 이는 일반적으로 소뇌, 뇌간 근처, 시상하부 영역 또는 시신경 교차에서 발생하지만 대뇌 반구 및 척수를 포함하여 성상교세포가 존재하는 모든 영역에서 발생할 수 있다. 이 종양은 일반적으로 성장이 느리고 양성이며 WHO 악성종양 1등급에 해당한다.

## 징후 및 증상
털모양별아교세포종에 걸린 어린이는 성장 장애(적절한 체중 증가/체중 감소 부족), 두통, 메스꺼움, 구토, 과민성, 사경(목이 기울어지거나 목이 비틀림), 움직임 조정의 어려움, 시각적 불만(안구진탕 포함)을 나타낼 수 있다. 불만사항은 신생물의 위치와 크기에 따라 달라질 수 있다. 가장 흔한 증상은 종양 덩어리의 크기로 인한 두개내압 증가와 관련이 있다.

## 원인
털모양별아교세포종은 유전적 질환인 신경섬유종증 1형(NF1)과 연관될 수 있으며, 시신경교종은 이 장애가 있는 환자에서 가장 흔히 발생하는 종양 중 하나이다. 그러나 대부분의 털모양별아교세포종은 근본적인 유전적 소인이나 생활습관 요인과의 연관성이 있다는 증거 없이 산발적으로 발생한다. 이는 MAPK/ERK 경로의 유전적 변화와 관련이 있으며, 가장 빈번하게는 특징적인 KIAA1549-BRAF 융합 유전자이다.

## 진단
일반적으로 환자의 면담에 따라, 신경학적 검사와 안과적 검사를 포함하는 임상 검사 후에 종양의 존재를 확인하기 위해 CT 스캔 및 MRI 스캔이 수행된다. 이러한 영상 기술을 사용하면 일반적으로 정상적인 뇌 구조와 쉽게 구별할 수 있다. 대조를 제공하고 종양을 더 쉽게 식별할 수 있도록 이러한 스캔 전에 특수 염료를 정맥에 주입할 수 있다. 털모양별아교세포종은 일반적으로 이러한 스캔에서 명확하게 볼 수 있지만 영상만으로는 어떤 유형의 종양이 존재하는지 말하기가 어려운 경우가 많다.
종양이 발견되면 신경외과 의사가 종양의 생검을 실시해야 한다. 여기에는 소량의 종양 조직을 제거한 후 검사 및 병기 결정을 위해 (신경)병리학자에게 보낸다. 종양을 외과적으로 제거하기 전에 생검을 실시할 수도 있고, 종양의 대부분을 제거하기 위해 수술 중에 검체를 채취할 수도 있다.

## 치료
가장 일반적인 치료법은 종양을 외과적으로 제거하는 것이다. 종양을 완전히 제거하면 일반적으로 수년간 기능적 생존이 가능하다. 특히 털모양별아교세포종(일반적으로 정상적인 신경 기능을 허용할 수 있는 무통성 종괴)의 경우 외과 의사는 신생물의 진행을 모니터링하고 한동안 수술 개입을 연기하기로 결정할 수 있다. 그러나 완전 절제가 불가능한 경우가 많다. 해당 위치에서는 신생물에 대한 접근이 금지되어 절제가 불완전하거나 전혀 절제되지 않을 수 있다. 방치하면 이러한 종양은 지속적인 느린 성장으로 인해 결국 추가 증상을 유발할 수 있다. 극히 드물게 악성 변형을 겪을 수도 있다.
수술이 불가능한 경우에는 화학요법이나 방사선 치료 등을 권유할 수 있다. 그러나 이러한 치료로 인한 부작용은 광범위하고 장기적일 수 있으며, 어떤 경우에는 평생 동안 어려움을 겪을 수도 있다. 이는 소아 환자에게만 해당되는 것으로 입증된 반면, 성인에 대해서는 추가 연구가 필요하다.